# 平和タクシー (岡山県)
平和タクシー（へいわタクシー）は、岡山県岡山市北区十日市西町に本社を置く株式会社 Heiwa Taxi Corp. （へいわタクシーコーポレーション）が運行するタクシーのブランドである。
1951年4月8日に平和タクシー株式会社（へいわタクシー）として会社設立、2019年12月1日に新法人として株式会社 Heiwa Taxi Corp. を設立し、同日付で平和タクシー株式会社の全事業を株式会社 Heiwa Taxi Corp. へ譲渡した。新会社設立および事業譲渡後も、従来と同様に「平和タクシー」のブランドでタクシー事業を営んでいる。
またタクシー事業のほか、貸切バス・乗合バス事業免許も保有し、倉敷市周辺で運行されるコミュニティタクシーを受託している。
本項では、現法人の株式会社 Heiwa Taxi Corp. 、旧法人の平和タクシー株式会社の双方についても記述する。

## 沿革
旧法人の平和タクシー株式会社と、新法人の株式会社 Heiwa Taxi Corp. の沿革を併せて記す。
- 1924年（大正13年）4月 - 平和タクシー株式会社の母体となった旧法人を設立。
- 1951年（昭和26年）4月8日 - 平和タクシー株式会社として会社設立[1]。
- 2019年（平成31年/令和元年）
  - 平和タクシー株式会社、高梁営業所を閉鎖。
  - 12月1日 - 株式会社 Heiwa Taxi Corp. を設立、平和タクシー株式会社から株式会社 Heiwa Taxi Corp. へ事業譲渡[1]。同時に運送業をシーアール物流へ事業譲渡。
- 2020年（令和2年）
  - 3月 - 株式会社 Heiwa Taxi Corp. 中島営業所を開設。
  - 4月 - 株式会社 Heiwa Taxi Corp. 天瀬営業所を開設。

## 本社・事業所
本社のある岡山市と倉敷市に営業所を置く。
- 本社・十日市営業所
  - 岡山県岡山市北区十日市西町11-7 十日市ブランビル1F[1]
- 倉敷営業所
  - 岡山県倉敷市水島川崎通1丁目1-663
    - 倉敷市周辺のコミュニティタクシー運行を担当する。
- 岡山南営業所
  - 岡山県岡山市南区築港元町13-17
- 中島営業所（2020年3月開設）
  - 岡山県岡山市中区中島121-1
- 天瀬営業所（2020年4月開設）
  - 岡山県岡山市北区天瀬3-23

### 過去の事業所
- 津山営業所（平和タクシー株式会社）
- 西大寺営業所（平和タクシー株式会社）
- 高梁営業所（平和タクシー株式会社、2019年1月閉鎖）

## 乗合タクシー
倉敷市・総社市・都窪郡早島町にて乗合タクシーを受託運行している。
- T01 庄新町地区コミュニティタクシー「なかよし号」[5]（倉敷市）
- T02 西坂地区コミュニティタクシー「やまびこ号」[6]（倉敷市・総社市）
- T04 倉敷ハイツ地区コミュニティタクシー「ふれあい号」[7]（倉敷市）
- T06 東酒津地区コミュニティタクシー「チェリー号」[8]（倉敷市）
- T07 イトーピアコミュニティタクシー「しあわせ号」[9]（倉敷市・都窪郡早島町）
- T09 水島地区コミュニティタクシー「すいわ号」[10]（倉敷市）

## 車両
小型・中型セダンタクシーを中心に、車椅子のまま乗車できるトヨタ・ラクティス、トヨタ・シエンタ、福祉タクシー、ジャンボタクシー、マイクロバスも所有している。
過去にはタクシー車両として、マツダ・デミオ、ホンダ・フリード（初代）、クライスラー・PTクルーザーを採用していたこともあった。